# Gerhard Haderer

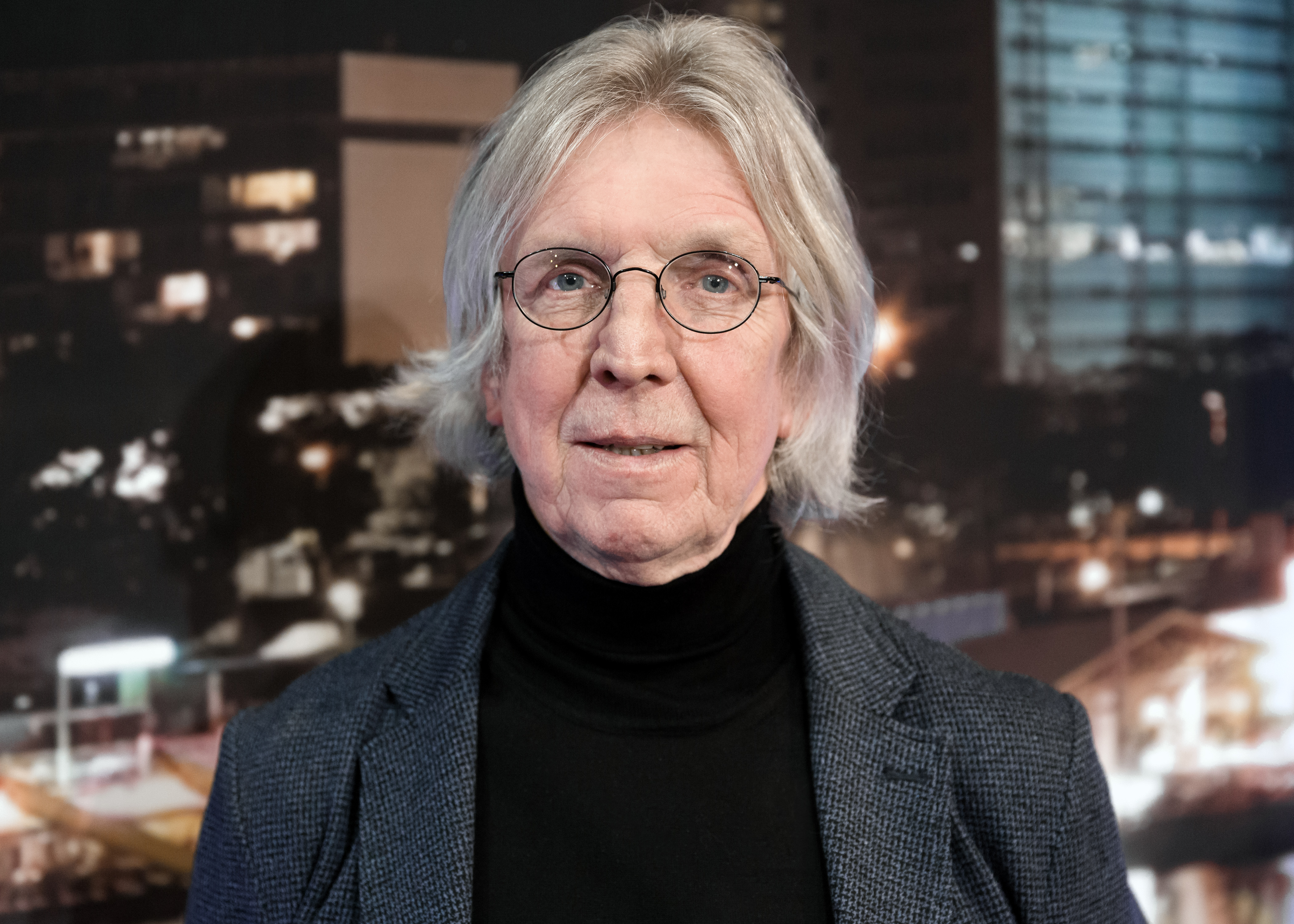
Gerhard Haderer (Österreichischer Kabarettpreis 2016)

Gerhard Haderer (* 29. Mai 1951 in Leonding) ist ein österreichischer Karikaturist. Er signiert seine Zeichnungen mit HADES.

## Werdegang
Haderer studierte an der Fachschule für Gebrauchs- und Werbegraphik in Linz. Im Anschluss daran absolvierte er eine Graveurlehre in Stockholm. Er arbeitete zuerst als Dekorateur bei der Quelle AG, anschließend als Grafiker und Illustrator für Werbeagenturen.
1984 begann er, satirische Zeichnungen zu erstellen, die zuerst in den Zeitschriften Oberndorf aktuell und Watzmann veröffentlicht wurden. Seit 1985 sind seine Karikaturen in Profil (bis 2009) zu finden, später auch in Wiener, Titanic, GEO, trend, den Oberösterreichischen Nachrichten, von 1991 bis 2016 im Stern und seit Februar 2017 in der Zeitschrift News.
Sein 2002 erschienenes Buch Das Leben des Jesus löste heftige Reaktionen insbesondere der katholischen Kirche aus. Der Salzburger Weihbischof Andreas Laun forderte die Einhaltung des § 188 StGB, der für Blasphemie eine Freiheitsstrafe von bis zu 6 Monaten vorsieht. Am 19. Jänner 2005 wurde er in Griechenland wegen Beschimpfung einer Religionsgemeinschaft in diesem Buch in Abwesenheit zu sechs Monaten Haft verurteilt. Dieses Urteil wurde jedoch im Berufungsverfahren am 13. April 2005 korrigiert, und Gerhard Haderer wurde freigesprochen.
Im November 2017 eröffnete er am Areal der Tabakfabrik Linz die Denkwerkstatt Schule des Ungehorsams. 2020 verließ die Schule des Ungehorsams den Standort in der Tabakfabrik und ist seither auf Wanderschaft.
Haderer gehört dem wissenschaftlichen Beirat der evolutionär-humanistischen Giordano-Bruno-Stiftung an.

## Kaktus Cartoon Award
Der Karikaturpreis wurde auf Initiative von Gerhard Haderers Sohn Christoph im Februar 2023 international ausgeschrieben. In der Jury waren neben Gerhard Haderer die Autorin Stefanie Sargnagel, die Direktorin des Wilhelm Busch Museums Eva Jandl-Jörg, der Direktor des Caricatura Museums Frankfurt Achim Frenz, der Direktor des Karikaturmuseums Krems Gottfried Gusenbauer sowie die Rechtsanwältin Michaela Krömer tätig. Die erste Preisverleihung erfolgte im Mai 2023 im Schlossmuseum Linz. Der erste Preis ging an den Karikaturisten Michi Brezel aus Deutschland, der zweite an den albanischen Künstler Agim Sulaj und der dritte an den deutschen Zeichner Til Mette. Der slowakische Künstler Marian Kamensky erhielt eine Auszeichnung in der Kategorie „Climate Justice“.
Die Ausstellung Climate Change & Climate Justice: Kaktus Cartoon Award ist im Herbst 2023 im Museum Arbeitswelt Steyr und im Wilhelm Busch Museum in Hannover zu sehen.

## Signatur
Seine Signatur Hades lautet gleich wie der griechische Gott der Unterwelt. Manfred Deix erläuterte 2009, dass er bei stilmäßig anfangs sich ähnelnden Bildern und auch ähnlichen der Signaturen begann, seine Signatur durch ein Königskrönchen statt i-Punkts in „Deix“ auszuzeichnen.

## Auszeichnungen
- 2001: Deutscher Karikaturenpreis, Geflügelter Bleistift in Gold
- 2006: Karikaturpreis der deutschen Anwaltschaft
- 2008: Goldenes Verdienstzeichen des Landes Wien[15]
- 2016: Österreichischer Kabarettpreis (Sonderpreis) für Comics und Cartoons[16]
- 2019: Göttinger Elch[17][18]
- 2023: Concordia-Preis (Ehrenpreis)[19][20]
- 2023: Mostdipf-Preis[21][22]

## Werke
- 1987: Sehr verehrte Österreicher (gemeinsam mit Josef Hader), Orac, Wien ISBN 3-7015-0108-4.
- 1989: Vorsicht, Aloisia
- 1991: Das große Buch vom kleinen Oliver
- 1993: Haderers Wochenschau
- 1994: Vorsicht, Haderer!
- 1996: Think positive – Die besten Cartoons aus 10 Jahren. Verlag Carl Ueberreuter
- 1997: Die letzte Märchenprinzessin. Mit Text von Elisabeth, Eva und Robert Menasse
- 1997–2000: MOFF. 36 Bände. Scherz & Schund Verlag. Wiederaufnahme 2008
- 2000: Jörgi, der Drachentöter Verlag Ueberreuter
- 2001: Die ersten zehn Jahre im Stern Lappan, Oldenburg 2001, ISBN 3-8303-3024-3 (= Stern-Buch)
- 2002: Das Leben des Jesus. Verlag Ueberreuter, Wien ISBN 3-8000-3863-3.
- 2003: Die glorreichen Drei. Verlag Ueberreuter
- 2003: Von Hunderln und Menschen. Verlag Ueberreuter
- 2005: Alles Liebe. Verlag Ueberreuter
- 2005: Alles Essen. Verlag Ueberreuter
- 2005: Danke gut. Verlag Ueberreuter
- 2006: Apropos Fußball. Verlag Ueberreuter
- seit April 2008: MOFF. - Haderers feines Schundheftl. Monatlich erscheinendes Comicheft. Verlag Scherz & Schund Fabrik
- 2008: Jahrbuch Nr. 1. Verlag Ueberreuter
- 2009: Jahrbuch Nr. 2. Verlag Ueberreuter
- 2010: Jahrbuch Nr. 3. Verlag Ueberreuter
- 2011: Das zweite Jahrzehnt im Stern, Lappan, Oldenburg 2011, ISBN 978-3-8303-3271-8 (= Stern-Buch)
- 2011: Meine Schwester ist blöd. Text von Elfriede Hammerl. Verlag Ueberreuter
- 2011: Jahrbuch Nr. 4. Verlag Ueberreuter
- 2012: Jahrbuch Nr. 5. Lappan Verlag
- 2013: Manchmal ist ein Fasan ein Ente. Text von Peter Turrini. Verlag Jungbrunnen
- 2013: Jahrbuch Nr. 6. Scherz & Schund Fabrik
- 2014: Der Herr Novak: Aufzeichnungen eines Zeitgenossen, Scherz & Schund Fabrik, ISBN 978-3-9503692-1-2.
- 2014: Jahrbuch Nr. 7. Scherz & Schund Fabrik, ISBN 978-3-9503692-5-0.
- 2015: Jahrbuch Nr. 8. Scherz & Schund Fabrik, ISBN 978-3-903055-01-8.
- 2015: Sonja und Bernd in Thailand. Eine unzensierte Paarsatire. Text: Eva Deutsch und David Pfister. Scherz & Schund Fabrik, ISBN 978-3-903055-03-2.
- 2016: Jahrbuch Nr. 9. Scherz & Schund Fabrik, ISBN 978-3-903055-14-8.
- 2017: Jahrbuch Nr. 10. Scherz & Schund Fabrik, ISBN 978-3-903055-20-9.
- 2018: Das Große Rennen. Autor: Heinz Janisch. Illustration: Gerhard Haderer. Verlag Jungbrunnen, ISBN 978-3-7026-5921-9.
- 2018: Skizzenbuch. Skizzen aus zwei Jahren, Scherz & Schund Fabrik, ISBN 978-3-903055-32-2.
- 2018: Jahrbuch Nr. 11. Scherz & Schund Fabrik, ISBN 978-3-903055-31-5.
- 2018: Rozznjogd (Rattenjagd) gezeichnet von Gerhard Haderer: Dialektstück mit hochdeutscher Übersetzung. Autor: Peter Turrini. Illustration: Gerhard Haderer. Haymon Verlag, ISBN 978-3-7099-3415-9.
- 2019: Jahrbuch Nr. 12. Scherz & Schund Fabrik, ISBN 978-3-903055-46-9.
- 2020: Jahrbuch Nr. 13. Scherz & Schund Fabrik, ISBN 978-3-903055-54-4.

## Ausstellungen (Auswahl)
- 2011 Haderer. Lentos Kunstmuseum Linz[23] Caricatura Museum für Komische Kunst Frankfurt am Main,[24] kuratiert von Achim Frenz.
- 2011 Haderers Österreich. Cartoons 1985-2010. Komische Künste im MuseumsQuartier, Wien.[25][26]
- 2016 Gerhard Haderer. Think Big! Karikaturmuseum Krems.[27]
- 2017 Think Big! Wilhelm Busch – Deutsches Museum für Karikatur und Zeichenkunst, Hannover.
- 2017–2019 Ölhades. Schule des Ungehorsams, Tabakfabrik Linz.
- 2021 Gerhard Haderer Kosmos, Schlossmuseum Linz.[28]
- 2024 44er Galerie, Leonding, Auszug aus MOFF[29]